# Dysphania xanthora
Dysphania xanthora là một loài bướm đêm trong họ Geometridae.